# Ujung Batu (Ujung Batu)
Ujung Batu is een bestuurslaag in het regentschap Rokan Hulu van de provincie Riau, Indonesië. Ujung Batu telt 16.393 inwoners (volkstelling 2010).